# Melelang
Melelang is een bestuurslaag in het regentschap Gayo Lues van de provincie Atjeh, Indonesië. Melelang telt 197 inwoners (volkstelling 2010).